# 开放原子开源基金会
开放原子开源基金会（英語：OpenAtom Foundation）是中国内地首个开源领域的基金会，在中华人民共和国民政部注册为非营利独立法人机构。基金会成立于2020年6月，为各类开源项目提供中立的知识产权托管、运营和品牌营销等服务，由阿里巴巴、百度、华为、浪潮、奇虎360、腾讯、招商银行等企业联合发起。

## 涵盖项目
至2022年12月，开放原子开源基金会涵盖的项目包括OpenHarmony分布式操作系统、百度XuperCore区块链底层技术、openEuler数字基础设施操作系统、OpenBlock图形化编程脚本、TencentOS Tiny低功耗实时操作系统、AliOS Things、PIKA数据库产品及hapjs应⽤标准⽣态。

## 合作伙伴
2021年9月28日，开放原子开源基金会和Eclipse基金会建立合作伙伴关系，并于同年10月推出兼容HarmonyOS的软件发行版Oniro操作系统，创始成员包括华为、Linaro和Seco，主要目的是为全球市场提供中立和透明的开源系统。

## 举办活动

### 开放原子校源行
开放原子校源行活动是开放原子开源基金会和央视网在2023年联合主办的活动，主题是“聚缘于校，开源共行”。首站于北京航空航天大学举行，在活动中63所高校和央视网与基金会签署合作协议，与会领导为53个“开放原子开源社团”授牌。央视网、新华网、人民日报社、经济日报、中国教育报、人民邮电报、中國電子報、中国工业报社、至顶网、51CTO、CSDN等多家媒体对此次活动进行了专题报道。

## 参阅
- OpenHarmony
- EulerOS